# 塩見孝也
塩見 孝也（しおみ たかや、1941年5月22日 - 2017年11月14日）は、日本の新左翼活動家、元赤軍派議長、最高指導者、テロリスト。「日本のレーニン」と呼ばれた。「一向健」の組織名やペンネームでも知られた。

## 来歴
1941年、大阪府大阪市の十三で医師の家庭に生まれ、生後1年で岡山県和気郡神根村（現・備前市）に移り、戦後は母の郷里の広島県尾道市で育つ。尾道市立長江小学校から広島大学附属福山中学校・高等学校を経て、1962年に京都大学文学部へ入学。

## 活動
京大在学中から「共産主義者同盟（ブント）」の活動家となり、京都府学連書記長、社学同書記長と幹部に就任。京大は2年で中退。1969年、それまでのブントの活動に飽きたらず、「これまでの闘争方針では70年闘争を闘いきれない。受動的な階級闘争論では展望が開けず、能動的な攻撃型の階級闘争こそが必要である」と武装闘争を主張する。
さらぎ徳二ら関東派と決別し、いわゆる関西ブントを中心に「共産主義者同盟赤軍派」を結成、その議長に就任した。メンバーは京大、同志社大学、立命館大学を中心に400人からなり、軍事委員長は大阪市立大学の田宮高麿である。同年秋、具体的な実行として、大阪、東京で交番・パトカーなどを襲撃した大阪戦争、東京戦争等を指揮する。しかし11月の「大菩薩峠事件」にて主要幹部を含む53人が逮捕され、大打撃を受ける。
その後、「一国内の闘争には限界がある。労働者国家（キューバ）を根拠地とし、そこで軍事訓練を行った革命軍を各地に送って、武装蜂起を図り「世界共産主義革命」を実現すべき」という「国際根拠地論」を提唱した。
1970年、「フェニックス作戦」と名づけたハイジャックを計画。下見を重ね具体的な計画を作成。実行部隊のメンバーを選抜し同年3月後半の実施を決定したが、寸前の3月15日、豊島区駒込で警察に逮捕された。だが実行部隊は、塩見の逮捕を知ってもなお善後策を協議し既定方針どおりハイジャックを決行。3月31日、田宮高麿をリーダーとする9名が、羽田空港で日本航空機・よど号をハイジャックし北朝鮮に亡命した（よど号ハイジャック事件）。
塩見は爆発物取締法、よど号事件の共謀共同正犯、破防法などで起訴される。法廷闘争の中、1972年の連合赤軍事件以来分裂状態にあった赤軍派に対し1974年に赤軍派（プロレタリア革命派）を結成。その後プロ革派は分裂し、塩見派は1979年に日本社会科学研究所（マルクス・レーニン主義、毛沢東思想）を結成。1980年、懲役18年の判決（求刑：無期懲役）が出され、1982年刑が確定。府中刑務所に収監され、結局19年9ヶ月の獄中生活を送り、1989年12月出所。

## 晩年
ぱとり・自主日本の会を主宰し、定期的に都内で集会を開くなどの活動を行った。出所後は何度も渡朝し田宮（1995年死亡）らと再会。また近年、民族主義を唱え一水会らと共に「国の日集会」（毎年9月2日開催）を開いたり、よど号事件実行犯が日本人拉致に関与しているかのように発言し、物議を醸した。
だが上述した民族主義は、過去の内ゲバに対する彼なりの反省点と愛郷心が根底にある。同じ革命を目指す同士ならば左右問うことなく解決すべきであるという理念がうかがえる。
ちなみに塩見自身は、新宿騒擾事件について刑事責任を問われうる範囲内であるも、よど号事件における自身は無罪であるとの主張を唱えていた。もっとも、ハイジャック自体は「プチブル急進主義」だったという自己批判も行っている。
赤軍派や日本赤軍については、反省すべき点があるとしつつもおおむね肯定的に評価していた。一方で連合赤軍（特に山岳ベース事件）を全否定し、自身や赤軍派とはいっさい関係がないと主張していた。ただし、山岳ベースでの同志殺害をもたらした連合赤軍の暴力的体質や「共産主義化」の理論は赤軍派や塩見のものにほかならない、との批判が関係者からなされることもある
2015年4月以降「自主日本の会」の活動を休止し、後述する駐車場関係者を中心に「銀河の会」（シルバー世代の意味）を主催。「若者から希望を奪う安倍政権打倒、老人いじめの清瀬市政と闘う」をスローガンに政治活動を展開した。同月26日執行の東京都清瀬市議会議員選挙に立候補し、候補者23人中22位で落選（定数20）。
2017年11月14日午後9時53分、入院中の病院（東京都小平市）にて心不全のため死去。満76歳没。

## エピソード
- PANTAは「塩見さんもちょっと露出のしすぎかなと思う。赤軍の頃は本当にすごくて、私らにとっては雲の上の人だったんですから」と話している[11]。
- 60代半ばごろには自身の高齢に伴う身体の衰えを実感し、地元である東京都清瀬市シルバー人材センターから清瀬市所有の駐車場管理員（隣は西友の駐車場）の仕事（時給950円）を紹介される。自身のHP内や週刊新潮（2008年5月1・8日号）等で「66歳にして労働の意義を知る」とその充実ぶりを語り、それ以前の生活費は仲間からの援助や労組からのカンパだったと明かした。これに対し、形式的には反権力を唱える革命家が、現権力体制の保護を受けている現状に批判の声もあった（週刊新潮（2008年5月1・8日号）同記事内）。
- mixiにて、HN「預言者」として活動していた[12]。

## 著書
- 過渡期社会論 酒井隆樹共著 共産主義者同盟赤軍派(プロ革)編 査証出版 1975
- 『一向過渡期世界論の防衛と発展のために』査証出版、1975年3月20日。NDLJP:12246641。
- 封建社会主義と現代—塩見孝也獄中論文集  塩見孝也救援会,高沢皓司編 新泉社1988
- いま語っておくべきこと 現代資本主義論と社会主義論　革命的左翼運動の総括 川島豪対談　新泉社　1990
- 「リハビリ」終了宣言—元赤軍派議長の獄中二十年とその後の六年半  紫翠会出版　1996
- さらば赤軍派 私の幸福論  オークラ出版　2002
- 赤軍派始末記 元議長が語る40年  彩流社　2003
- 監獄記—厳正独房から日本を変えようとした、獄中20年。 オークラ出版　2004
- 革命バカ一代　駐車場日記-たかが駐車場、されど駐車場　 鹿砦社　2014

その他
- サイキック10年ファイル 1988 - 1998 （座談会）青心社 1998年8月、ISBN 4878921528

## 関連作品
映画
- 『実録・連合赤軍 あさま山荘への道程』 2008年、若松孝二監督。塩見役 坂口拓
- 『革命の子どもたち』 2010年、ドキュメンタリー映画

漫画
- 『レッド』(作者:山本直樹、2006-2018年) - 作中に塩見に相当する石鎚が名前のみ登場する。